# 조선 시대의 전통 과학 기술
한국의 전통 과학 기술은 조선 초에 이르러 한 단계 발전한다. 특히 민족적 천문학과 의약학에서 볼 수 있듯이 한국의 독특한 과학 기술을 만들었던 점을 큰 특성으로 지적할 수 있을 것이다.

### 제왕의 천문학
고려를 멸하고 새로운 국가를 건설한 조선의 이성계는 개국 3년 뒤인 1395년에 천상열차분야지도라는 천문도를 제작했다. 이 천문도에는 맨눈으로 볼 수 있는 거의 대부분의 별 1467개를 대리석에 새겨 넣었다. 하단에 있는 설명문에 의하면 고구려 때 있었던 천문도가 전쟁 속에 강물에 빠져 유실되었는데, 그 탁본을 지니고 있던 사람이 새로이 측정해 고쳐 잡아 대리석에 새겼다는 것이다.
조선 왕조가 등장하면서 고대 고구려의 천문도가 새롭게 부활한 점에 대해 많은 학자들이 주목하고 있다. 이는 제왕의 학문으로서의 천문학을 내세워 새로 세운 국가의 정통성을 확립하고자 하는 태조의 노력의 산물이었다고 할 수 있다. 전통 과학은 이렇게 시대적, 정치적 필요에 의해서 발전의 기틀을 마련해 나간 것이다.
세종 시기의 찬란한 과학 기술은 바로 이러한 역사적 배경에서 탄생했다. 이 때의 과학기술은 천문학은 물론이고 수학과 도량형, 지리학, 의학, 약학, 농학 등의 광범위한 분야에 걸쳐 괄목할만한 정과를 이루었다. 이 시기는 한국 전통 과학의 전성기라 해도 과언이 아니다. 이 중 천문역법의 성과는 1423년에 세종대왕이 정인지, 정초, 김담, 이순지 등에게 명하여 역법의 종합적인 정비를 도모한 이후 20여년에 걸친 혼신의 노력 끝에 이루어진 것이었다.
조선은 건국 후 역법을 고려 때 사용하던 대통력을 그대로 이어 받아 사용했다. 대통력은 원래 중국 명나라의 역법으로, 중국의 원나라 때 천문학자 곽수경이 1281년에 만든 우수한 역법 수시력을 이름만 바꾼 것에 불과했다. 그런데 대통력은 이미 수시력을 만든지 200여년이 지났기 때문에 오차도 커졌을 분만 아니라, 천문 관측과 계산의 기준이 중국의 수도 북경이었다. 따라서 독립된 국가를 건국한 조선으로서는 독자적인 역법의 정비가 절실했다.
건국 이후 20년 간 독자적인 역법체계를 마련하려는 노력은 여러 가지 측면에서 이루어졌다. 먼저, 역법의 연구와 그 계산에 필요한 수학의 연구가 활발히 행해졌다. 이러한 바탕을 토대로 1442년에 비로소 《칠정산내편》과 《칠정산외편》이라는 역법이 편찬되었다. 칠정산내편은 당시의 동양에서 최신 역법인 수시력을 바탕으로 보완한 것이며, 칠정산외편은 당시 서양에서 최신 역법인 중동의 회회력을 바탕으로 제작한 역법이었다. 따라서 동서양에서 가장 우수한 역법의 장점을 취합해 이룩한 칠정산은 15세기 중엽 당시의 첨단역법이었던 것이다.and so on~~

### 자격루

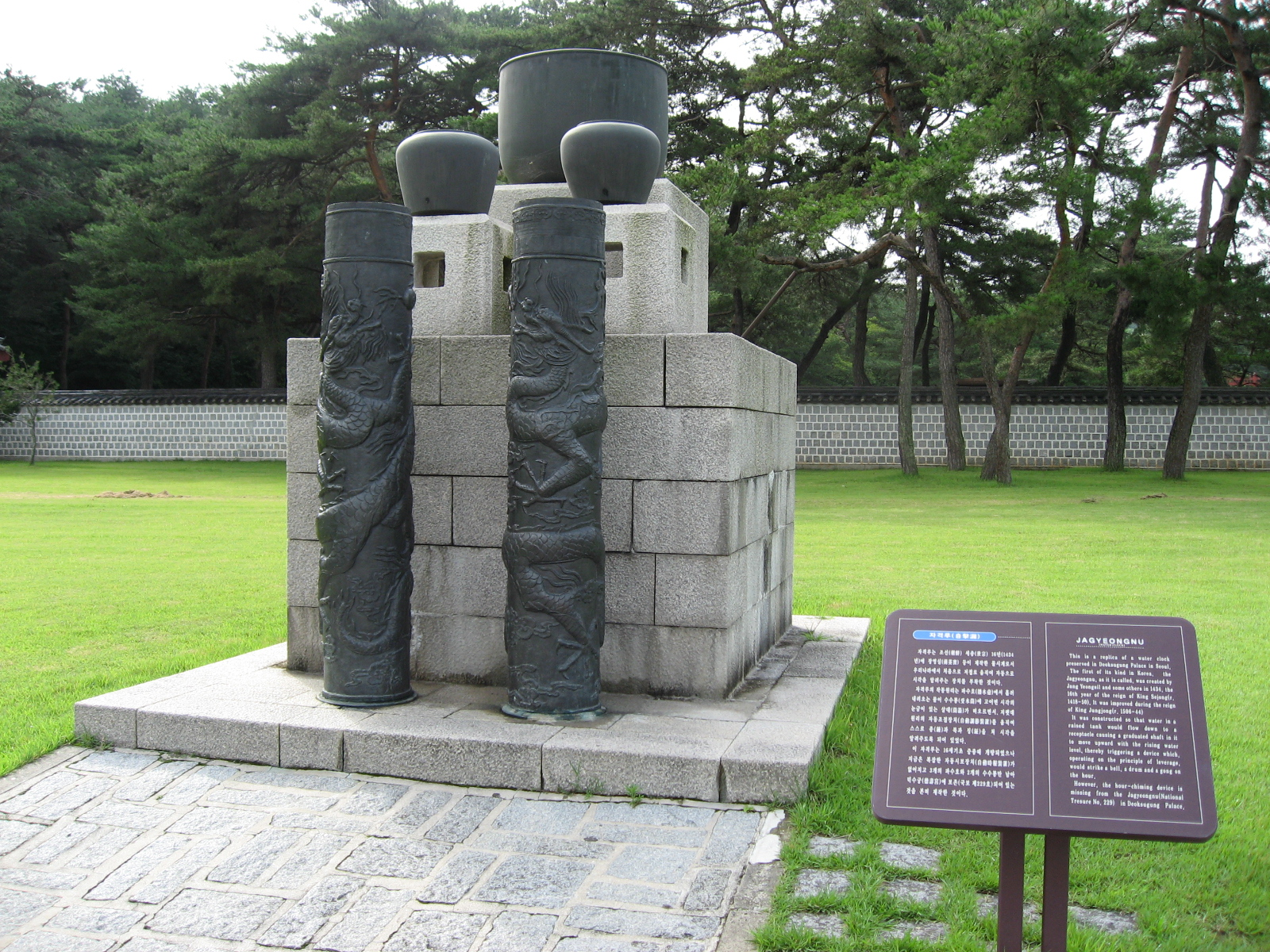
보루각 자격루

삼국사기에 의하면 신라에서 이미 781년에 누각(漏刻)이라는 물시계를 만들어 시보(時報)를 했다는 기록이 있듯이 물시계는 오래전부터 국가 표준의 시계 역할을 해왔다. 그러나 고전적인 물시계는 그리 정확하지는 않았던 것으로 보이며, 물시계를 관리하는 데도 많은 기회비용이 소요되었다. 이에 세종은 장영실에게 1434년에 새로운 방식의 물시계의 제작할 것을 명하였는데, 장영실은 매우 정교하고 복잡한 기계 장치인 자동 시보 장치를 갖춘 자격루를 제작해 내었다. 이 자격루는 징과 종, 북을 이용해 시간을 소리로 알렸고, 아울러 매 시간마다 12지신의 인형을 이용해 시간을 알렸다아
자격루가 완성되자 세종은 크게 기뻐하며, 보루각이라는 건물을 왕의 집무실인 편전에서 가까운 경복궁의 경회루 서북쪽에 짓고 자격루를 이 곳에 설치하였다. '관상수시(觀象授時)'라는 표현에서 보듯이 천문을 관리하여 시간을 알려주는 것은 백성들의 삶을 이끌어 가는 왕의 의무이자 권리였다. 궁궐 속 깊은 곳 왕의 집무실 가까이에 자격루를 설치한 해 정확한 시간을 백성들에게 알렸던 것이다. 그러나 모든 백성들이 이 자격루의 시보를 들은 것은 아니었다. 물론 자격루의 시보 소리를 멀리까지 전해주는 '전루소(傳漏所)'와 같은 국가기관이 있기는 했지만, 시보의 불완전함을 완전히 해결할 수는 없었다. 자격루의 시보는 궁궐 내에 국한될 수밖에 없었을 것이다.

### 앙부일구
궁궐 밖의 백성들을 위해서 앙부일구라는 해시계가 1434년(세종 16년)에 제작되었다. 전통적으로 해시계는 평지에 시각의 눈금을 그려 넣고 그 위에 막대기를 세워서 막대기의 해 그림자가 비추는 시각의 눈금을 읽어 시간을 측정했다. 형태도 다양하게 변화하여 휴대용으로도 개량되었다.

### 측우기와 수표
측우기와 수표는 모두 강우량을 측정하는 기구로 천문역법이 완성 단계에 접어든 1441년경에 제작되었다. 측우기는 구리로 만든 둥근 원통에 강우를 받아 그 양을 측정하는 기구로, 그 원리는 매우 단순하다. 그러나 인류의 역사에서 강우량을 정량적으로 측정한 최초의 사건으로 그 역사적 의의는 매우 크다. 세종은 측우기를 제작한 후 한성과 감영소재지, 대도시 지역에 보급하고, 1년간 강우량을 측정하여 매년 초에 중앙정부에 보고하도록 하였다. 현재 조선왕조실록에 기록되어 있는 조선 시대의 강우량 기록은 세계 어느 곳에서도 찾아 볼 수 없는 귀중한 기상학 기록임이 분명하다.
수표는 한강과 청계천 변에 설치해 비가 온 후 하천의 수위를 측정하는 기구였다 그 형태는 육각의 돌기둥에 눈금을 새겨 넣었는데, 측우기와 마찬가지로 가뭄과 홍수에 현명하게 대처하기 위한 노력의 일환이었음을 알 수 있다.
세종대에 제작된 측우기와 수표는 남아있지 않다. 그러나 18세기에 제작된 것들이 현존해 세종대 것을 추정해 볼 수는 있다.

## 지리학

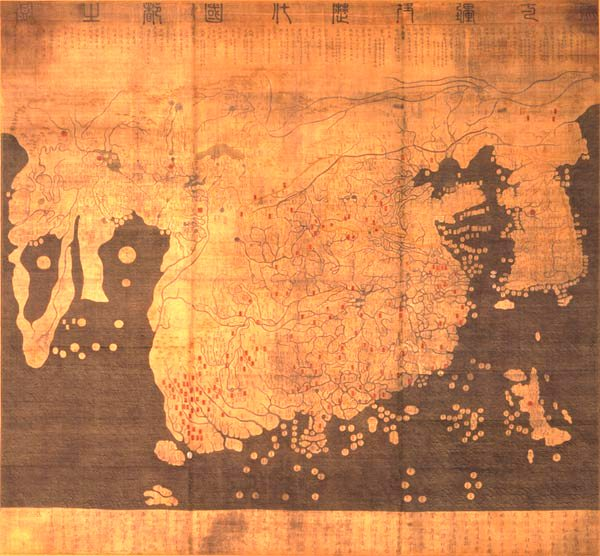
혼일강리역대국도지도

고려 시대에 정치사회적으로 큰 영향을 미쳤던 풍수지리론은 조선의 건국과정에도 적지 않은 영향을 미쳤다. 예를 들어, 1394년 조선의 수도를 새로 정하는 문제를 해결하기 위하여 정부기관 내에 음양산정도감을 설치하고 중요하게 논의를 벌였다. 하지만 대체적으로 풍수지리설은 조선 중기 이후 유교 사상을 강화 되면서 그 영향력이 약해져 갔다. 태종은 사이비 지리도참서들을 분서할 것을 명할 정도였다. 이와 같이 국가풍수의 비중은 점차 줄어갔지만, 개인이 명당자리를 구하는 음택풍수의 비중은 반대로 커져만 갔다
국가풍수가 점차 사라진 반면, 지리학은 조선 건국 이후 괄목할 만한 발전을 이루었다. 1402년에 김사형, 이무, 이회 등이 제작한 조선 최초의 세계 지도인 ‘혼일강리역대국도지도’는 이러한 사실을 실증적으로 보여준다. 이 지도는 중국과 조선을 지나치게 크게 그린 점에서 객관성을 결여하고 있긴 하지만, 서양 지명이 100여개, 아프리카 지명이 30개 이상 나타나고 있는 등 동아시아 지역을 벗어난 지역에 대한 새로운 지리학 지식들을 조선의 지식인들이 지니고 있었음을 잘 보여준다.
조선 전기에 그려진 한국의 지도는 1463년에 정척과 양성지가 그린 동국지도가 있지만, 현전하지 아니한다. 때문에 지도의 내용을 알 수는 없지만, 기록에 의하면 40년 가까운 기간에 걸쳐 전국을 실측하는 등 과학적 노력을 기울여 제작한 것으로 여겨지고 있다. 이러한 과학적 실측에 의한 지도 제작 기법은 조선 후기에까지 그대로 전해졌다.
한편, 조선 전기 동안에는 참사관들이 조선 팔도의 각 지역을 돌아다니면서 얻은 각종 지리학적 지식 정보들이 지리지에 실렸다. 신찬팔도지리지, 세종실록지리지, 팔도지리지 등이 이 당시에 집성된 지리지이다. 이 시기에 제작된 여러 종류의 지리지는 1481년에 완성된 동국여지승람으로 종합되었다.

## 의약학
한국은 삼국 시대부터 중국의 의서와 의학이론을 수용해왔으며, 고려 시대에는 송대의 의학이 대거 수용되었다. 그런데 고려 후기에 이르면 중국의 의학 이론과 처방에서 벗어난 우리의 체질과 풍토에 맞는 의약학이 등장하는 모습을 볼 수 있다. 고려 고종대에 편찬된 향약구급방은 180여종의 한국산 약재에 대한 정보를 담고 있는 등, 중국의 처방 이론에서 벗어나는 독자적인 의약학이 등장하는 전기를 마련했다고 할 수 있다.
이러한 고려 말 향약(鄕藥)의 등장은 조선에 이르러 더욱 전개되어 세종대에 절정을 이루었다. 1433년에 703종의 한국산 향약재를 이용한 처방을 한데 모은 향약집성방이 편찬되었다. 또한, 의학 이론의 측면에서 고려시대에는 송대의 의학 이론이 도입되었지만 조선에 와서는 원대의 의학 이론이 적극적으로 수용되는 등, 보다 다양한 의학 이론이 도입되어 당시 조선 의학계는 혼란스러울 정도였다. 1443년부터 3년에 걸쳐 365권이나 되는 거대한 분량으로 편찬된 의방유취는 이와 같이 복잡 다양한 의약 이론을 집대성하는 의서였다.
하지만 이 의방유취는 너무나 분량이 많아 성종 대에 이르러서야 일부가 간행되는 데 그쳤다. 따라서 의학 이론을 백과사전식으로 정리해 놓기는 했으나 의학교육이나 임상실습에서 참조하기에는 매우 불편했다. 이러한 문제점은 허준의 동의보감의 완성으로 해결되었다. 동의보감 25권은 동아시아의 의서 중에서도 탁월한 것으로 인정받을 정도로 체계적인 의서이다. 특히, 책이름에서 ‘동의(東醫)’라는 표현을 사용할 정도로, 중국 의학 이론에서 벗어나 우리의 체질과 풍토에 맞는, 우리의 향약재를 이용한 치료에 강조를 둔 민족적인 성향이 강한 의서라는 점은 주목할 만하다.

## 기술의 발전
조선 시대에는 기술을 천시하는 유교 이념이 지배 이념으로 정착해 가면서 이전 시대에 비해 그 발전이 완만하게 일어났다고 볼 수 있다. 하지만 화약술이나 인쇄술은 비교적 고려의 기술을 계승하여 발전시킨 모습이 나타난다.

### 화약

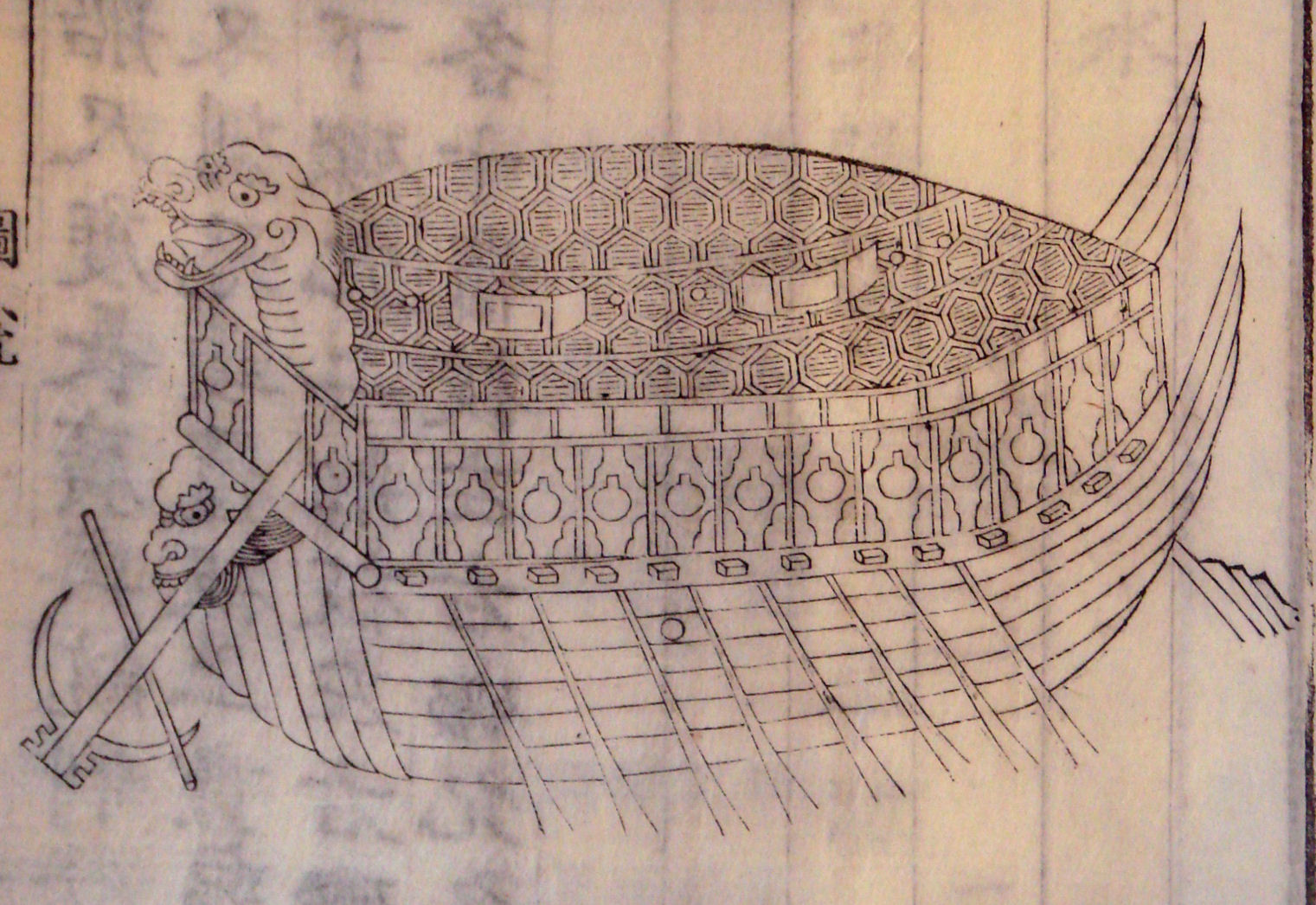
중화기로 무장한 거북선: 충무공전서에 실려 있는 전라좌수영 거북선 그림이다.

한반도에서 화약을 처음으로 제조할 수 있게 된 것은 14세기 말 최무선에 의해서였다. 그 이전에는 중국으로부터 화약과 병기를 들여와 부족하나마 쓸 수밖에 없었다. 화약의 제조기술은 중국 정부기관에서 극비사항으로 취급하여 타 국가에 절대 전수하지 않았기 때문이다. 하지만 왜구의 잦은 침략으로 남부 지역이 황폐화되고, 급기야는 서해안을 따라 한성 근처까지 공격당하는 지경에 이르자, 최무선은 화약무기를 이용해 왜구를 물리칠 생각을 하게 되었다. 중국에서는 고작해야 불꽃놀이에 이용되던 화약을 최무선은 무기로 활용하기로 결심한 것이다.
이에 최무선은 각고의 노력 끝에 중국인 이원의 도움으로 화약 제조의 비법을 익히고 1377년 정부 내에 '화통도감'이라는 화약 제조를 담당하는 국가기관을 설치하여 화약의 제조와 화약 무기의 개발 등을 추진하기 시작했다. 일단 어렵게 화기를 개발했고, 전선에도 화포를 설치하는 등의 성과를 얻었다. 화포, 즉 대포를 장착한 고려의 군선은 그 위력이 대단하여 그야말로 무적 함정이었고 왜구는 섬멸되었다.
그런데 최무선이 개발한 화약의 제조 과정에 대한 내용은 전하는 바가 없어 잘 알 수 없으며, 그의 아들 최해산에 의해서 화약 제조의 비법은 계승되었다. 조선 시대에 들어서도 화약의 제조와 무기의 개발은 계속 이어졌다. 세종대에 편찬된 '총통등록'이라는 책이 조선에 들어와 발전된 화약의 제조와 무기 개발의 내용을 담았을 것으로 기대되지만 아쉽게도 현전하지 아니하여 그 실상을 파악할 수는 없다. 이후 이장손의 비격진천뢰나 변이중의 화차 등이 가공할 위력이었다는 기록이 남아있을 뿐이다.
조선의 화약 무기가 다시 위력을 입증한 것은 임진왜란 때였다. 1592년에 발발한 전쟁에서 왜군이 재래식 소총으로 무장하고 칼과 활로 무장한 조선의 군대를 육지에서 백전백승할 때, 해전에서의 상황은 판이하게 달랐다. 거북선에 대포를 장착하고 일본의 전선들을 괴멸시키면서 승승장구했던 것이다. 결국, 일본이 육지에서의 큰 전과에도 불구하고 물러날 수밖에 없었던 것은 바로 가공할 위력의 대포를 장착한 거북선이 포함된 ‘조선의 무적함대’ 때문에 해군이 괴멸되었기 때문이었다.
<인쇄기술>
세계 최고 수준을 자랑하던 고려의 인쇄 기술은 조선 개국 이후에도 계승되어 발전되었다. 그것은 조선이 건국 직후인 1415년에 국영 제지 공장인 '주자소'를 설치한 데서 잘 드러난다. 이 주자소에는 200명 정도의 직원이 고용되어 종이를 대량으로 생산했다. 그만큼 국가정책적으로 서적의 인쇄를 대량으로 한 것이다.
1377년 직지심체요절에서 나타난 고려의 금속 활자 기술은 조선의 계미자(1403년)로 이어져 계승되었다. 고작해야 서적 20부 정도의 인쇄에 그쳤던 고려의 금속 활자 기술은 조선 시대에 들어와 대량 인쇄가 가능한 기술적 발전을 이루었다. 계미자로 부활한 조선의 금속 활자 인쇄술은 다시 세종대의 경자자(1420년)와 갑인자(1434년)로 더욱 발전되었다. 국영 인쇄소라 할 수 있는 주자소에서 찍어낸 갑인자는 20여 만자의 청동활자였다. 이 갑인자로 짠 활판으로는 하루에 40여장을 인쇄할 수 있는 정도였다. 갑인자로 인쇄한 세종대의 과학서적인 《칠정산내편》과 《칠정산외편》 등은 현재 과거 모습 그대로 규장각에 소장되어 있다. 그 보관의 상태와 아름다운 활자체는 보는 이로 하여금 감탄을 자아내게 한다.
한국은 세계에 자랑할 만한 한국의 역사 기록인 조선왕조실록을 유산으로 갖고 있다. 조선왕조실록은 기록 문화의 정수로 평가받는 서적이며, 고려 이후 계승된 질 좋은 종이의 제조와 금속 활자의 인쇄 기술이 어우러져 낳은 소중한 인쇄 유산인 것이다.

### 건축
도읍에 시전 건물들이 종로와 인접해서는 통로형 마당이 있는 단층, 중층이었고 종로 안쪽 지역에서는 중정형의 일부 단층에 건축물이었다.

## 같이 보기
- 과학사
- 삼국 및 고려 시대의 과학기술
- 조선 후기의 과학 기술

## 참고 문헌
- 우리 별자리 : 안상현, 현암사
- 천문유초 : 김수길ㆍ윤상철 역, 대유학당